# National Center for Supercomputing Applications

Het National Center for Supercomputing Applications (NCSA) is een onderzoeksinstituut van de Amerikaanse National Science Foundation. Het NCSA maakt deel uit van de Universiteit van Illinois te Urbana-Champaign (UIUC).
De Mosaic webbrowser, de eerste grafische browser, is geschreven door Marc Andreessen en Eric Bina op het NCSA. Mosaic vormde de basis voor Netscape en Internet Explorer.
Andere projecten waar het NCSA bekend om staat zijn:
- NCSA Telnet
- NCSA HTTPd